# الأنبا بولا
الأنبا بولا المعروف بلقب القديس بولا أول السواح أو القديس بولا الناسك (المتوفي عام 341 م تقريبًا) هو أول النساك المسيحيين، وهو غير بولا البسيط تلميذ أنطونيوس الكبير. ويرمز له غالباً بأسدين ونخلة وغراب.
ويعتبر قديس في كل من الكنائس الأرثوذكسية المشرقية والكنيسة الرومانية الكاثوليكية والكنيسة الأرثوذكسية الشرقية. و توجد كنائس كثير سميت باسمه في مصر، ولكن مزاره الرئيسي هو دير الأنبا بولا لكونه قد بني فوق مغارة الأنبا بولا.
ويقام عيده في 9 فبراير (للكنائس الأرثوذكسية المشرقية)، 15 يناير (للكنيسة الرومانية الكاثوليكية)، 15 يناير (للكنيسة الأرثوذكسية الشرقية).

## نشأته
ولد القديس الأنبا بولا أول السواح حوالي عام 228 م، وكان له أخ يسمي بطرس، وبعد وفاة والدهما، شرعا في تقسيم الميراث بينهما، فلما أخذ أخوه الجزء الأكبر تألم بولس(بولا) من تصرف أخيه وقال له: لماذا لم تعطني حصتي من ميراث أبي؟ فأجابه لأنك صبي وأخشى أن تبدده، أما انا فسأحفظه لك، وإذ لم يتفقا، مضيا للقاضِ ليفصل بينهما، وفيما هما ذاهبان، وجدا جنازة سائرة في الطريق، فسأل بولس أحد المشيعين عن المتوفى، فقيل له إنه من عظماء هذه المدينة وأغنيائها ، وهوذا قد ترك غناه وماله الكثير، وها هم يمضون به إلى القبر بثوبه فقط. فتنهد القديس وقال في نفسه: ما لي إذن وأموال هذا العالم الفاني الذي سأتركه وأنا عريان . ثم التفت إلى أخيه وقال له: إرجع بنا يا أخي، فلستُ مطالِباً إياك بشيء مما لي. وفيما هما عائدين انفصل عنه بولس وسار في طريقه حتى وصل إلى خارج المدينة. فوجد قبراً أقام به ثلاثة أيام يصلي إلى السيد المسيح بأن يُرشده إلى ما يُرضيه. أما أخوه فلقد بحث عنه أخاه كثيراً، وإذ لم يعثر له على اثرٍ حزن حزناً عظيماً وتأسف على ما بدر منه.
أما الأنبا بولا فقد أرسل إليه الرب ملاكاً أخرجه من ذلك المكان وسار معه إلى أن آتى إلى البرية الشرقية الداخلية، وهناك أقام سبعين عاماً لم يري أثناءها وجه إنسان وكان يلبس ثوبا من ليف، وكان الرب يرسل إليه غُراباً بنصف خبزة كل يوم .

## لقائه مع الأنبا أنطونيوس
وعندما أراد الرب إظهار قداسته وبره، أرسل ملاكه إلى الأَب الراهب العظيم الأنبا أنطونيوس، الذي كان يظن انه أول من سكن البرية، وقال له: "يوجد في البرية الداخلية إنسان لا يستحق العالم وطأة قدميه، وبصلاته ينزل الرب المطر والندي علي الأرض، ويأتي بالنيل في حينه." فلما سمع الأنبا أنطونيوس هذا قام لوقته وسار في البرية الداخلية مسافة يوم. فارشده الرب إلى مغارة الأنبا بولا حيث التقيا معًا، وقد ناداه أنبا بولا باسمه، وصارا يتحدثان بعظائم الله. ولما صار المساء أتى الغُراب ومعه خبزة كاملة. فقال الأنبا بولا للأنبا أنطونيوس:"الآن علمت أنك رجل الله حيث لي أكثر من 80 عامًا يأتيني الغراب بنصف خبزة، أما الآن فقد أتى بخبزة كاملة، وهكذا فقد أرسل الله لك طعامك أيضًا." وفي نهاية الحديث قال الأنبا بولا للأنبا انطونيوس: "والان أسرع واحضر لي الحلة التي أعطاها قسطنطين للبطريرك البابا أثناسيوس." فمضى إلى البابا أثناسيوس أخذها منه وعاد بها إليه. وفيما هو في طريقه للأنبا بولا رأى جماعة من الملائكة تحمل روح القديس بولا متجهة بها نحو الفردوس وهم يسبحون ويرتلون بفرحٍ. وعندما بلغ الأنبا أنطونيوس المغارة فوجد الأنبا بولا جاثياً على ركبتيه، وإذ ظن أنه يصلي انتظر طويلًا ثم اقترب منه فوجده قد فارق الحياة، وكان ذلك في اليوم الثاني من أمشير (فبراير) سنة 343م. وبكى عليه بكاءً شديدة، وإذ صار يفكر كيف يدفنه أبصر أسدين قد جاءا نحوه، فعلم انهما مرسلان من قبل الرب، فأشار إليهما نحو الموضع المطلوب فحفرا حفرة ومضيا، ثم دفنه وهو يصلي. وعاد إلى البطريرك اثناسيوس وأعلمه بذلك، فأرسل البطريرك رجالاً ليجلبوا الجسد إليه. فقضوا أياماً كثيرة يبحثون في الجبل فلم يعرفوا له مكاناً، حتى ظهر القديس بولا للبطريرك اثناسيوس في الرؤيا واعلمه إن الرب لم يشأ إظهار جسده فلا تتعب الرجال، فأرسل واستحضرهم.

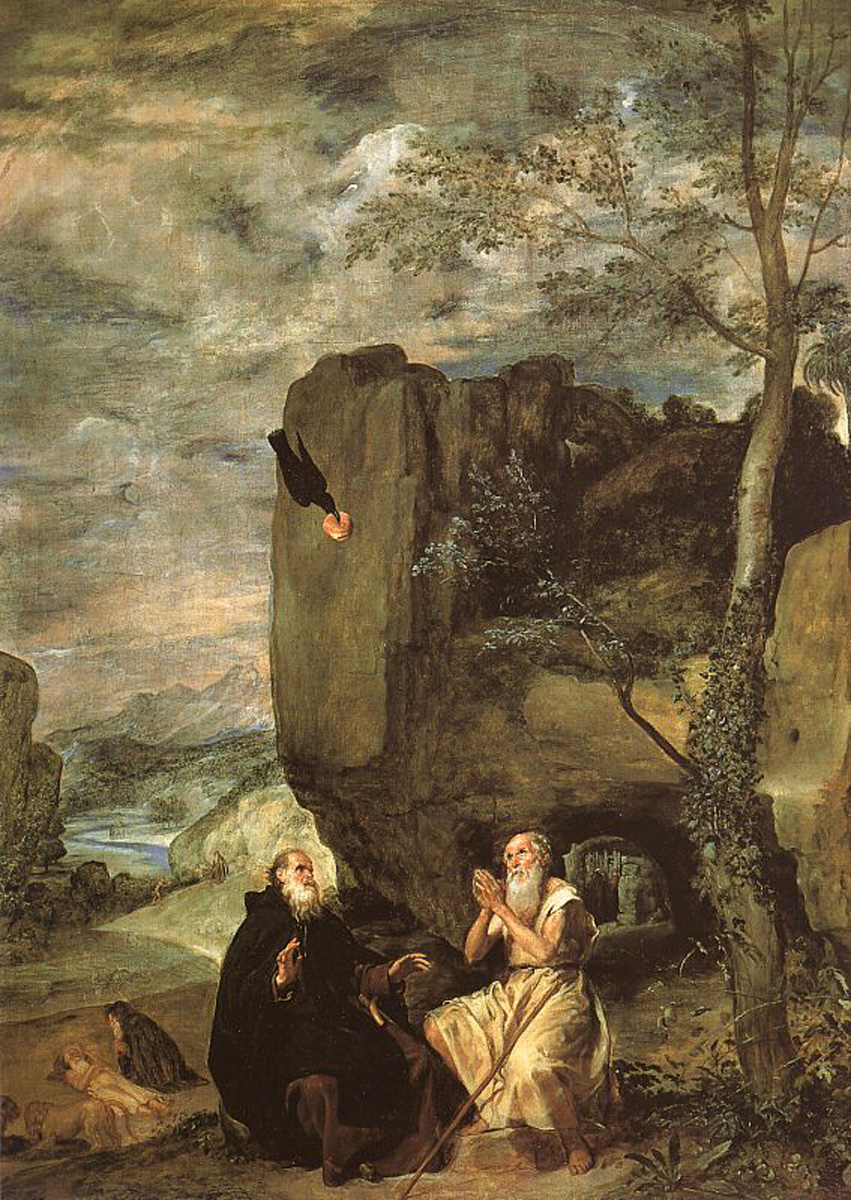
القديس انطونيوس الكبير والقديس بولا اول السواح. دييغو بيلاثكيث، اسبانيا، 1634م.

- أما ثوب الليف فكان يلبسه الأب البطريرك في أعياد الميلاد والغِطاس والقيامة، وقد حدثت عجائب من هذا الثوب ومنها اقامة للموتى، وقد شاعت هذه الأعاجيب في كل أرض مصر والإسكندرية.

## كنائس بأسم الأنبا بولا
- دير الانبا بولا ،البحر الاحمر، دير الأنبا بولا

- كنيسة الأنبا بولا أول السواح، بالإسماعيلية، مصر

- كنيسة الأنبا بولا أول السواح، بالشيخ زين الدين، بطهطا، بسوهاج، مصر

- كنيسة الأنبا بولا والأنبا أنطونيوس، بالمنصورة، بالدقهلية، مصر

- كنيسة الأنبا بولا، بأرض الجولف، بهليوبوليس، بمصر الجديدة، بالقاهرة، مصر

- كنيسة الأنبا بولا، بالجباب، بطما، بسوهاج، مصر

- كنيسة الأنبا بولا، بنزلة العمودين، بسمالوط، مصر

- كنيسة الأنبا بولا، بمنشية عبد المنعم رياض، بشبرا الخيمة، بالقليوبية، مصر

- كنيسة الأنبا أنطونيوس والأنبا بولا، بالأقصر، مصر

- كنيسة الأنبا أنطونيوس والأنبا بولا، ببني عطية، ببني سويف، مصر

- كنيسة الأنبا أنطونيوس والأنبا بولا، بعزبة جعفر، بالفشن، ببني سويف، مصر

- كنيسة الأنبا أنطونيوس والأنبا بولا، بفابريقة، بببا، ببني سويف، مصر

- كنيسة القديسان الأنبا أنطونيوس والأنبا بولا، بنزلة سعيد، بطما، بسوهاج، مصر

- كنيسة القديس الأنبا أنطونيوس والأنبا بولا، بإطسا، بالفيوم، مصر

- كنيسة العذراء مريم والأنبا بولا، بعرب أسمنت، بأبوقرقاص، بالمنيا، مصر

- كنيسة الأنبا بولا أول السواح، بنادي الصيد، بمحرم بك، بالإسكندرية، مصر
  - [4]